# توماس كيندال
توماس كيندال (بالإنجليزية: Thomas Kendall)‏ هو مبشر نيوزلندي، ولد في 13 ديسمبر 1778 في لنكولنشاير في المملكة المتحدة، وتوفي في 6 أغسطس 1832 في Jervis Bay ‏ في أستراليا.